# Alloxysta pilipennis
Alloxysta pilipennis är en stekelart som först beskrevs av Hartig 1840.  Alloxysta pilipennis ingår i släktet Dilyta, och familjen glattsteklar. Arten är reproducerande i Sverige.